# Chris Johnson (baloncestista de 1985)
Chris Johnson (Washington D. C., 15 de julio de 1985) es un jugador de baloncesto estadounidense que disputa la liga BIG3 de baloncesto 3×3. Con 2,10 metros de estatura, juega en la posición de ala-pívot.

## Trayectoria deportiva

### Universidad
Disputó cuatro temporadas con los Tigers de la Universidad Estatal de Luisiana, aunque posteriormente no fue elegido en el Draft de la NBA.

### Profesional
En enero de 2010 firmó un contrato con el Turow Zgorzelec de Polonia. En enero de 2011, fue contratado por un período de 10 días por los Portland Trail Blazers a través de los Dakota Wizards de la D-League.
En febrero de 2011, fue cortado por los Portland Trail Blazers una vez su contrato de 19 días expiró y volvió a los Dakota Wizards de la D-League. Más tarde ese mes, Johnson firmó un contrato de 10 días con los Boston Celtics para cubrir la baja de Kendrick Perkins. Tras el cumplimiento de este contrato, Johnson volvió a los Dakota Wizards hasta marzo, cuando Portland Trail Blazers le firmó un contrato para el resto de la temporada.
Durante el lockout de la NBA de 2011, jugó con los Leones de Santo Domingo de la Liga Nacional de Baloncesto donde ganó el campeonato de la liga. En el primer partido de la Serie Final de la Liga Nacional de Baloncesto 2011, registró 18 puntos, 12 rebotes y un tapón en la victoria de los Leones sobre los Cocolos de San Pedro de Macorís 83-76. En el tercer partido hizo otra gran actuación con 15 puntos y 13 rebotes pero los Leones perdieron 73 por 70 de los Cocolos. El 28 de septiembre de 2011 en el sexto partido de la serie final, Johnson aportó 8 puntos, 12 rebotes y 6 tapones en la victoria de los Leones sobre los Cocolos 82 por 70. En la Serie Final de la Liga Nacional de Baloncesto 2011 promedió 11,8 puntos, 9,3 rebotes y 2,3 tapones por partido mientras ayudó a los Leones a ganar su primer campeonato nacional.
Antes del inicio de la temporada 2012-13 es invitado al training camp de los Minnesota Timberwolves, pero tras disputar tres partidos de pretemporada, no es incluido en la plantilla definitiva. En diciembre de 2012 se une a los Santa Cruz Warriors de la D-League. En enero de 2013 firma un contrato de 10 días con los Minnesota Timberwolves. Tras firmar un segundo contrato de 10 días, es contratado hasta final de temporada.
Tras disputar Las Vegas Summer League de 2013 con los Timberwolves es cortado el 26 de octubre antes del inicio de la temporada. En noviembre de 2013 se marcha a China a jugra con los Zhejiang Lions de la CBA.
Disputa la pretemporada de septiembre de 2014 con Miami Heat, pero regresa a China para el comienzo de la 2014–15, a los Zhejiang Golden Bulls, dejando el equipo tras 11 encuentros a mediados de noviembre.
El 20 de enero de 2015 firma con el equipo turco Türk Telekom hasta final de temporada.
El 28 de septiembre de 2015 firma con los Cleveland Cavaliers, pero es cortado el 17 de octubre antes del comienzo de la temporada.
El 15 de febrero de 2016 firma con Capitanes de Arecibo de la Liga de Puerto Rico.
En julio de 2016 disputa Las Vegas Summer League con los Portland Trail Blazers, pero no llega a tener hueco en el equipo para la temporada NBA.
Entre junio y octubre de 2017 jugó en China para los Anhui Dragons de la NBL, una liga menor. Para la temporada 2017–18 se marchó a Croacia para jugar con el Cedevita Zagreb.
Entre octubre de 2018 y enero de 2019 juega en el Líbano parta el Homenetmen Beirut B.C. En abril de 2019 se une al Shabab Al Ahli para la FIBA Asia Champions Cup. Regresó al Shabab Al Ahli para la temporada 2019–10.
En enero de 2020 se marcha a Japón a jugar en el SeaHorses Mikawa de la B.League.
En marzo de 2021 pasa brevemente por el  Al-Muharraq SC de Baréin.
El 20 de abril de 2021, firma por el Auckland Huskies para la temporada 2021 de la NBL. Dejando el equipo el 8 de julio para participar en la liga BIG3. Promedió 20,1 puntos y 11 rebotes con los Huskies.
Tras pasar por el Parque Hostos de la República Domincana, se marchó a Arabia Saudí en diciembre de 2021 para jugar con el Al-Nassr Riad. En 15 encuentros promedió 25,1 puntos y 15,7 rebotes.
El 21 de abril de 2022 firmó con el Auckland Tuatara de cara a la temporada 2022 de la NBL. Dejó el equipo a mitad de temporada para jugar en la BIG3, regresando para disputar las finales.
En agosto de 2022 fue contratado por los Taipei Fubon Braves de la P.League+ de Taiwán.
El 24 de julio de 2024 firma con los New Taipei Kings de la Taiwan Professional Basketball League (TPBL) y la Basketball Champions League Asia-East El 8 de junio de 2025 abandona el equipo.

## Estadísticas de su carrera en la NBA

### Temporada regular
| Año     | Equipo      | PJ | PT | MPP  | %TC  | %3P  | %TL   | RPP | APP | ROB | TPP | PPP |
| ------- | ----------- | -- | -- | ---- | ---- | ---- | ----- | --- | --- | --- | --- | --- |
| 2010-11 | Boston      | 4  | 0  | 8.0  | .667 | .000 | 1.000 | 1.3 | .3  | .0  | .8  | 1.5 |
| 2010-11 | Portland    | 10 | 1  | 10.6 | .389 | .000 | .722  | 2.7 | .2  | .3  | .6  | 2.7 |
| 2011-12 | Portland    | 20 | 0  | 4.7  | .478 | .000 | .833  | .9  | .1  | .0  | .4  | 1.6 |
| 2011-12 | New Orleans | 7  | 0  | 11.7 | .500 | .000 | .714  | 3.1 | .1  | .7  | .1  | 3.3 |
| 2012-13 | Minnesota   | 30 | 0  | 9.5  | .640 | .000 | .618  | 2.0 | .3  | .2  | .9  | 3.9 |
| Total   | Total       | 71 | 1  | 8.4  | .562 | .000 | .699  | 1.9 | .2  | .2  | .6  | 2.9 |

### Playoffs
| Año   | Equipo   | PJ | PT | MPP | %TC   | %3P  | %TL   | RPP | APP | ROB | TPP | PPP |
| ----- | -------- | -- | -- | --- | ----- | ---- | ----- | --- | --- | --- | --- | --- |
| 2011  | Portland | 4  | 0  | 4.8 | 1.000 | .000 | 1.000 | 1.3 | .0  | .0  | .5  | 1.0 |
| Total | Total    | 4  | 0  | 4.8 | 1.000 | .000 | 1.000 | 1.3 | .0  | .0  | .5  | 1.0 |